# Судзукі Мусасі
Мусасі Судзукі (яп. 鈴木 武蔵, нар. 11 лютого 1994, Монтего-Бей, Ямайка) — японський футболіст, нападник клубу «Альбірекс Ніїгата».
Виступав, зокрема, за клуб «Міто Холліхок», а також олімпійську збірну Японії.

## Клубна кар'єра
Народився на Ямайці в сім'ї японки та ямайця.
Вихованець юнацьких команд футбольних клубів «Ота» та футбольної Академії Кірю.
У дорослому футболі дебютував 2012 року виступами за команду клубу «Альбірекс Ніїгата», в якій провів три сезони, взявши участь у 66 матчах чемпіонату. Більшість часу, проведеного у складі «Альбірекс Ніїгата», був основним гравцем атакувальної ланки команди.
Частину сезону 2015 року провів на правах оренди в складі клубу «Міто Холліхок». 
До складу клубу «Альбірекс Ніїгата» повернувся 2016 року. Відтоді встиг відіграти за команду з міста Ніїгати 24 матчі в національному чемпіонаті.

## Виступи за збірні
2011 року дебютував у складі юнацької збірної Японії, взяв участь у 4 іграх на юнацькому рівні.
Протягом 2014–2016 років залучався до складу молодіжної збірної Японії. На молодіжному рівні зіграв у 8 офіційних матчах, забив 6 голів.
2016 року захищав кольори олімпійської збірної Японії. У складі цієї команди провів 2 матчі, забив 1 гол. У складі збірної — учасник футбольного турніру на Олімпійських іграх 2016 року у Ріо-де-Жанейро.

## Титули і досягнення
- Чемпіон Азії (U-23): 2016